# Hyperlexi
Hyperlexi är en ovanlig förmåga där ett barn lär sig att läsa ord före fem års ålder, utan tidigare träning i läsning.
Hyperlektiska barn har en genomsnittlig IQ eller en intellektuell särbegåvning (en IQ som är högre än genomsnittet), samt en läsförmåga över förväntan med tanke på deras ålder och IQ. Dock har vissa hyperlektiker svårigheter med att förstå talat språk. De flesta barn med hyperlexi får om de utreds för det, diagnos autismspektrumstörning. 5 till 10 procent av alla personer som fått diagnos autistism beräknas ha hyperlexi.
Hyperlektiska barn är vanligen fascinerade av bokstäver eller siffror.
De är extremt bra på att avkoda språk och blir därmed ofta väldigt tidiga läsare.
Vissa hyperlektiska barn lär sig att stava långa ord (såsom elefant) innan de fyllt två år, och lär sig läsa hela meningar innan de fyllt tre. En fMRI-studie av ett barn visade att hyperlexi kan vara den neurologiska motsatsen till dyslexi. (Vilket i så fall skulle visa på brister i användandet av diagnosmanualen DSM-5, då det finns exempel på människor som vid olika utredningstillfällen får diagnos hyperlexi, för att sedan få diagnos dyslexi).

## Utveckling
Trots hyperlektiska barns förmåga att läsa redan i tidig ålder, kan neurotypiska barn ha svårt för att kommunicera med dem.
Barn med hyperlexi kan ha problem med att lära sig och förstå språkets regler från exempel, försök och misstag, vilket kan leda till sociala problem i relation till neurotypiska människor. 
Några hyperlektiska barn utvecklar sitt språk genom ekolali, alltså genom att upprepa andra människors ord och meningar, precis som alla barn gör men de flesta barn lär sig att göra långt senare.
De flesta hyperlektiska barn har ett ovanligt stort ordförråd och kan identifiera många föremål och bilder, men blir missförstådda av vuxna och mindre språkligt begåvade barn. 
De brister i spontant tal, och deras pragmatiska tal är försenat i relation till den språkliga begåvning de i övrigt besitter. 
Hyperlektiska barn krånglar ofta med frågorna Vem?, Vad?, Var?, Varför? och Hur?.
I åldrarna fyra och fem år gör många barn med hyperlexi stora framsteg i att kommunicera även med mindre lexikalt begåvade människor.
De sociala färdigheterna (och är åsyftas endast förmåga att socialisera specifikt med mindre hyperlektiska eller på annat sätt neurodivergenta människor) hos ett barn med hyperlexi är försenade.
Hyperlektiska barn visar ofta ett stort ointresse av att leka med mindre språkligt begåvade barn.